# Suczy Dół

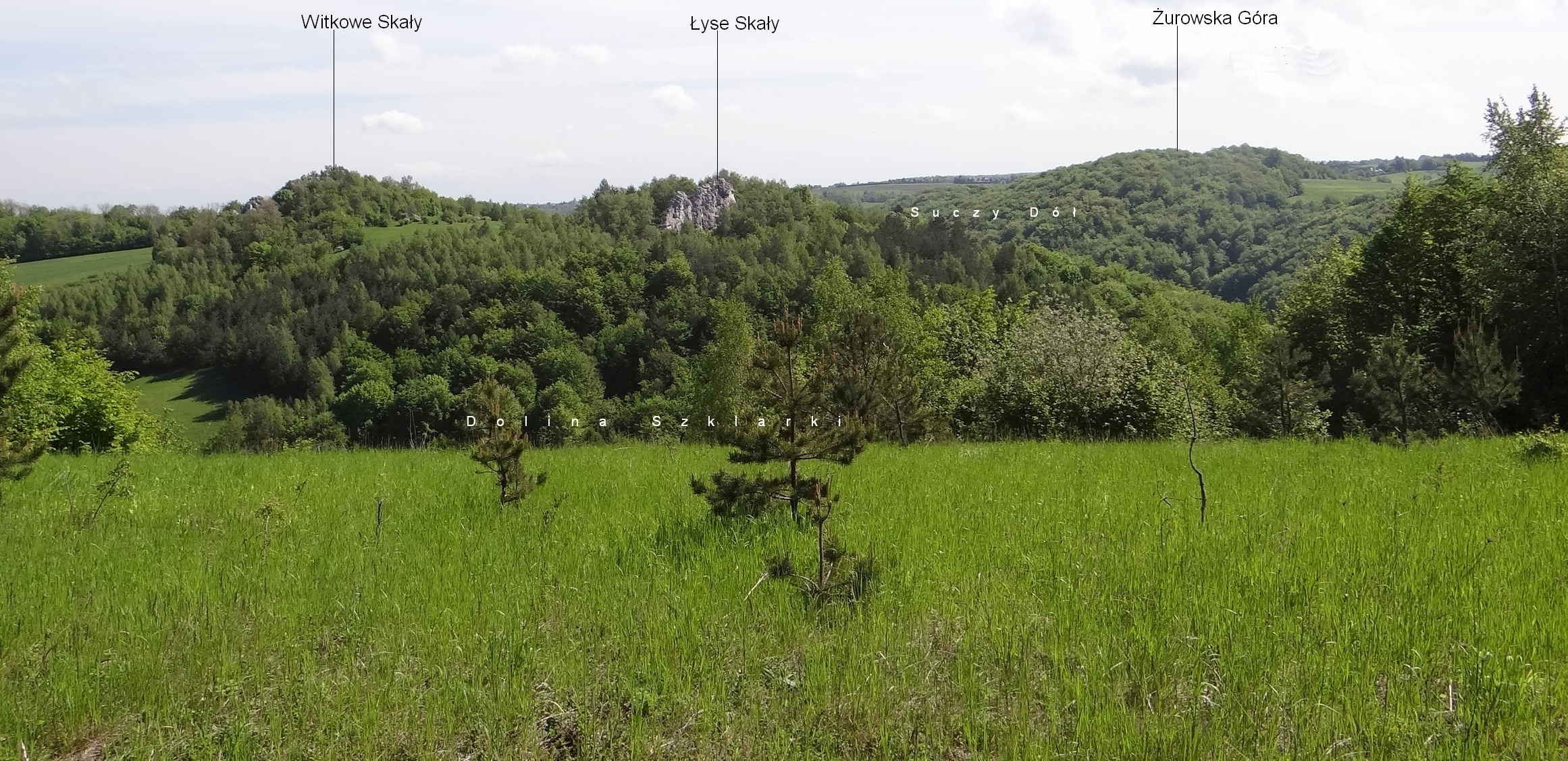
Widok spod Chochołowych skał

Suczy Dół – wąwóz we wsi Szklary, w województwie małopolskim, w powiecie krakowskim, w gminie Jerzmanowice-Przeginia. Znajduje się na Wyżynie Olkuskiej będącej częścią Wyżyny Krakowsko-Częstochowskiej.
Suczy Dół to orograficznie lewe odgałęzienie Doliny Szklarki. Opada w kierunku północno-zachodnim i ma wylot w zabudowanym obszarze wsi Szklary nieco powyżej źródła Pióro. Tylko dolna część wąwozu z kilkoma domami jest bezleśna, większą część porasta las.  Orograficznie lewe zbocza Suczego Dołu tworzy Żurowska Góra, u której podnóża wypływa źródło Pióro. Zbocza prawe tworzy bezimienne wzgórze ze Skałą nad Parasolem.
Suczym Dołem prowadzi lokalna droga łącząca Szklary ze wsią Łazy.